# Травчино
Тра́вчино (укр. Травчине; до 2025 года — Травкино) — село, расположенное на территории Бобровицкого района Черниговской области (Украина) на берегу реки Быстрица.
Население составляет 271 житель (2006 год). Плотность населения — 937,72 чел/кв.км.
Впервые упоминается в 1924 году.
Село Травкино находится примерно в 5 км к востоку от центра города Бобровица. Средняя высота населённого пункта — 134 м над уровнем моря. Село находится в зоне умеренно континентального климата.
Национальный состав представлен преимущественно украинцами, конфессиональный состав — христианами.